# José de Oliveira Barbosa
José de Oliveira Barbosa, primeiro e único barão do Passeio Público e visconde do Rio Comprido (Fortaleza de São João, 22 de agosto de 1753 — Rio de Janeiro, 2 de maio de 1844) foi um militar brasileiro. Foi o 21º ministro do Superior Tribunal Militar.
A fortaleza onde nasceu, no Rio de Janeiro, era comandada por seu avô materno, Francisco Pereira Leal. Era filho de João de Oliveira Barbosa, concluiu seus estudos no conventos dos Franciscanos e ingressou na carreira militar, como cadete, em 25 de junho de 1775 no regimento de artilharia. Serviu, em 1784, no destacamento da guarnição da Ilha de Trindade.
Após sucessivas promoções, em 1798 foi nomeado coronel comandante do regimento de artilharia, recebendo também a ordem militar de São Bento de Avis. Com a chegada de Dom João VI ao Brasil, é promovido a brigadeiro em 13 de maio de 1808. Foi depois nomeado governador do reino de Angola, em 12 de julho de 1809. Como tenente-general José de Oliveira Barbosa assumiu o comando da Guarda Real de Polícia, entre 26 de fevereiro e 23 de abril de 1821.
Como marechal, foi Ministro da Guerra, entre 10 e 14 de novembro de 1823, no qual referendou o decreto que dissolveu a Assembléia Constituinte.
Agraciado comendador da Ordem Militar de Avis em 1813, depois Barão do Passeio Público, em 24 de outubro de 1829, finalmente Visconde do Rio Comprido, em 18 de julho de 1841.